# John Clendennen

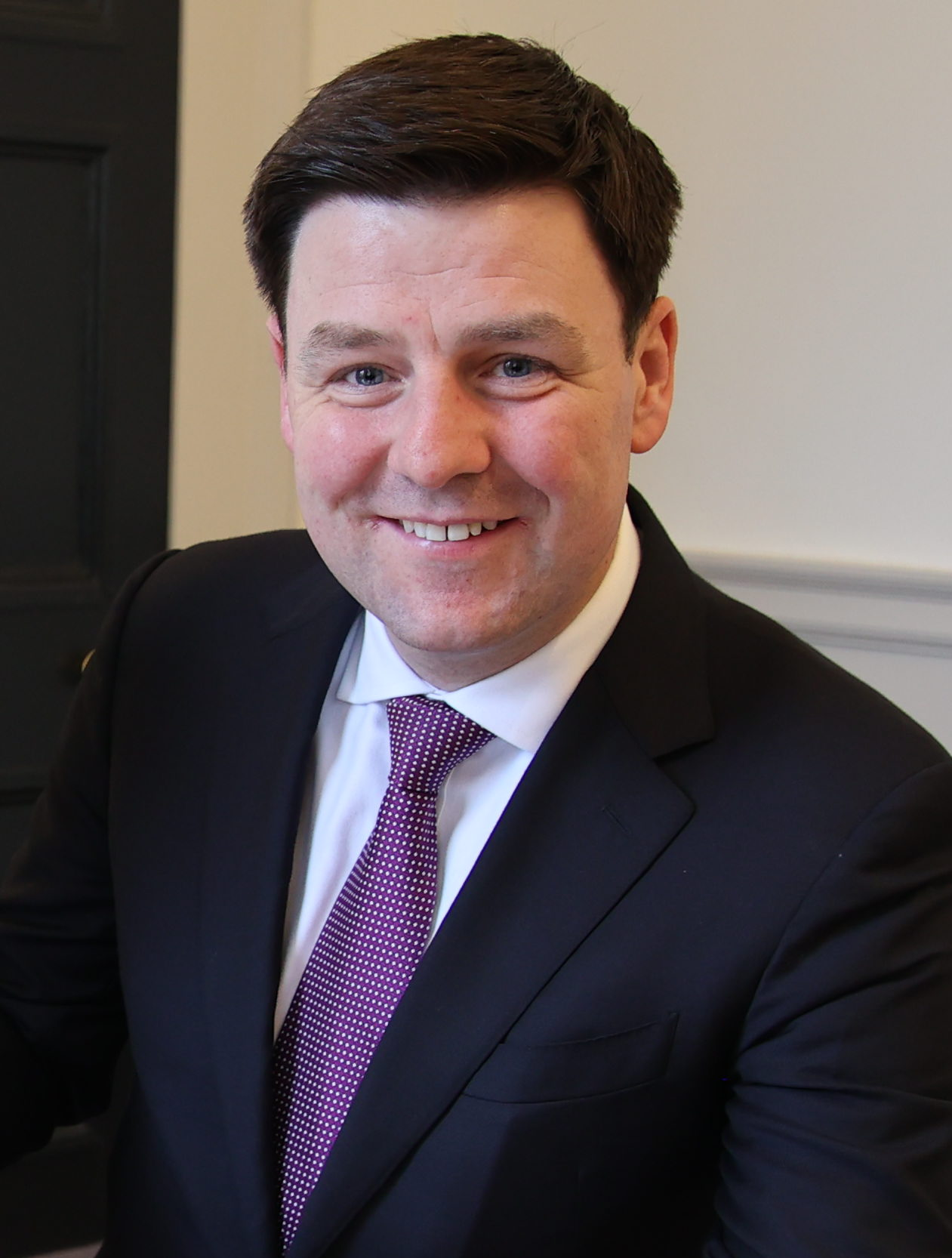
John Clendennen, 2024

John Clendennen (* im 20. Jahrhundert in Kinnitty, County Offaly) ist ein irischer Politiker der Fine Gael. Seit 2024 ist er Teachta Dála (Abgeordneter im Dáil Éireann).
John Clendennen machte eine Ausbildung im Hotelbusiness und studierte Management und Marketing, u. a. am University College Dublin. Er bemühte sich 2011 ohn Erfolg, über die Unternehmensliste in den Seanad Éireann  einzuziehen. 2014 und 2019 wurde er in den Offaly County Council gewählt. Bei den Wahlen zum Dáil Éireann 2024 konnte er im Wahlkreis Offaly einen Sitz im Dáil Éireann erringen.